# Contusione cerebrale
La contusione cerebrale è una forma di trauma cranico rappresentato da una contusione a carico dell'encefalo.

## Eziologia
Le contusioni cerebrali derivano da traumi diretti o indiretti: le aree maggiormente coinvolte sono i lobi frontali e temporali, a causa dello stretto rapporto con varie protuberanze ossee all'interno della teca cranica.
Le lesioni possono essere da colpo se le lesioni sono localizzate a livello dell'area cranica colpita dall'impatto, o da contraccolpo se le lesioni si sono formate nelle aree opposte all'area colpita per via delle forze meccaniche di rimbalzo.

## Patogenesi
L'evento traumatico può determinare un danneggiamento meccanico del tessuto cerebrale, soprattutto a livello della corteccia, portando alla formazione di edema; possono presentarsi emorragie per rottura di capillari e piccoli vasi, determinando l'insorgere di ischemie. Contusioni non prontamente trattate possono portare all'estensione di edema ed emorragie, e determinare nei casi più gravi un aumento della pressione intracranica.

## Clinica
Il quadro clinico può comprendere cefalea, confusione, sonnolenza, vertigini, nausea e vomito. Possono comparire sintomi focali a seconda dell'area colpita (come disturbi alla vista e acufeni).

## Diagnosi
Le contusioni cerebrali possono essere individuate radiologicamente tramite tecniche di neuroimaging come la tomografica assiale computerizzata, che consente una diagnosi rapida delle lesioni, e la risonanza magnetica, che permette di individuare lesioni di piccole dimensioni.
Il quadro radiologico è generalmente caratterizzato dalla presenza di aree edematose e/o emorragiche.

## Trattamento
L'approccio alle contusioni cerebrali dipende dall'entità della lesione. Piccole contusioni possono essere gestite a livello medico, cercando di contenere la lesione e preservare il tessuto cerebrale sano mantenendo la pressione sanguigna, l'ossigenazione sanguigna e la pressione intracranica su valori normali, dato che lesioni emorragiche non particolarmente estese possono riassorbirsi autonomamente, lasciando comunque in diversi casi esiti cicatriziali che possono compromettere la funzionalità dell'area coinvolta.
Trattamenti neurochirurgici possono essere necessari in caso di lesioni particolarmente estese o di aumento eccessivo della pressione intracranica.

## Prognosi
Le contusioni cerebrali a livello dei gangli basali, del talamo, del terzo ventricolo e del tratto superiore del tronco encefalico avvengono generalmente nei quadri gravi di trauma cranico, e sono associate a prognosi sfavorevole.